# Türnitz
Türnitz osztrák mezőváros Alsó-Ausztria Lilienfeldi járásában. 2019 januárjában 1913 lakosa volt. 

## Elhelyezkedése

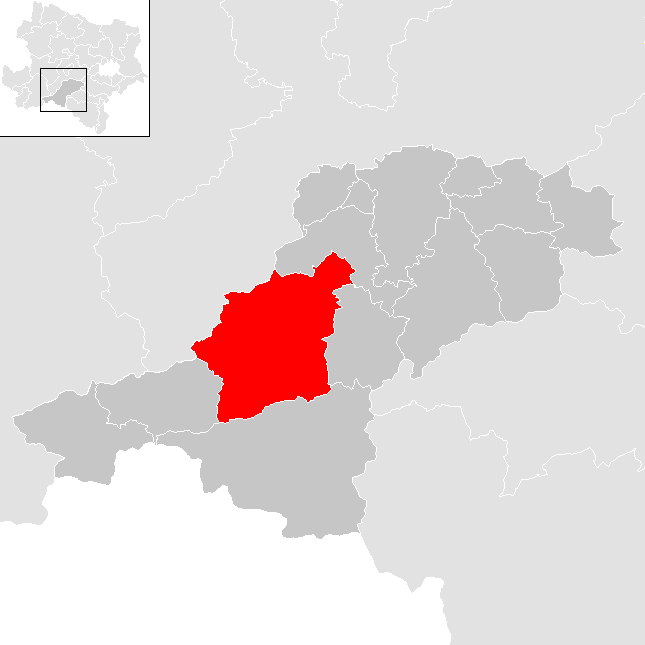
Türnitz a Lilienfeldi járásban

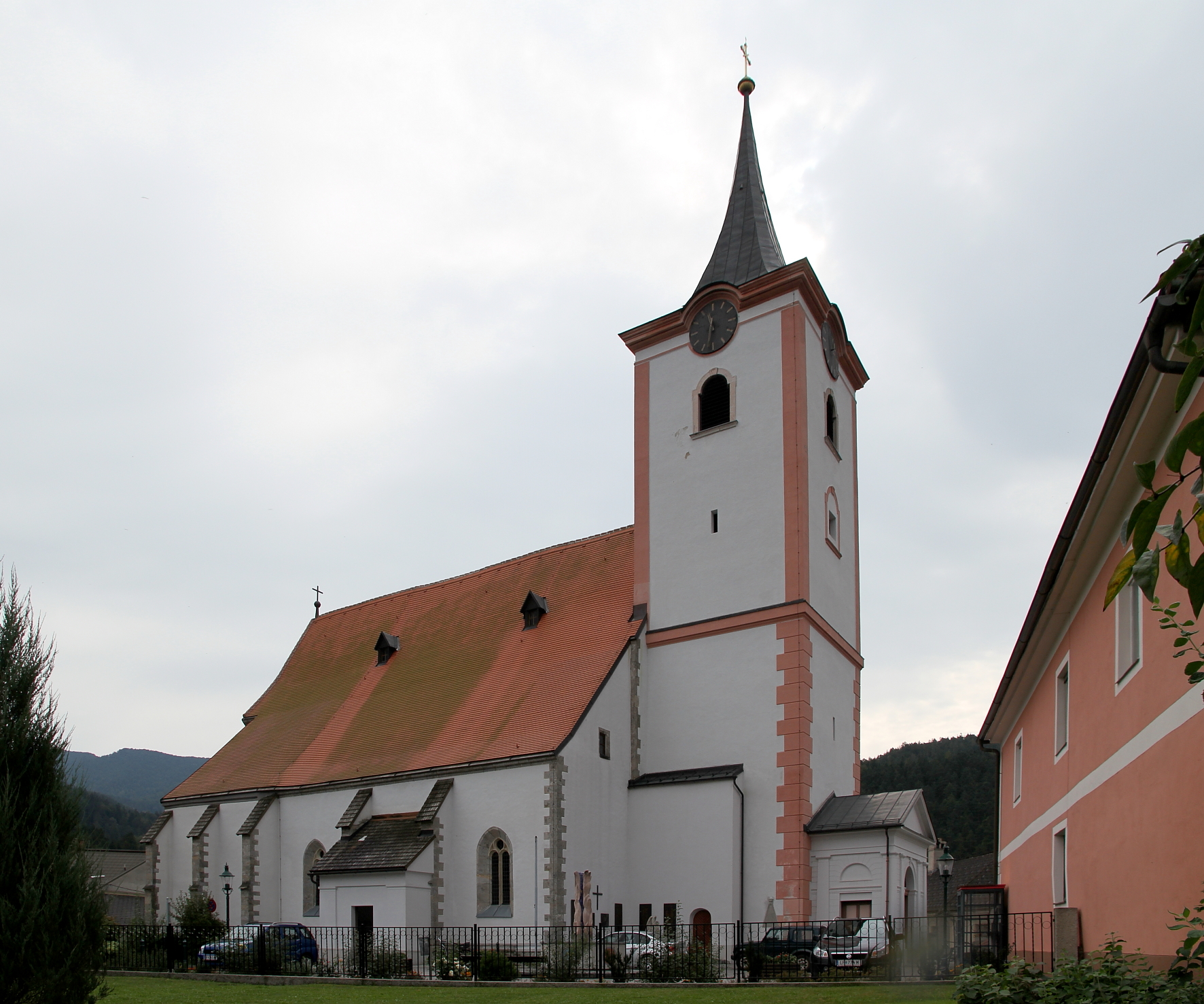
A Szt. Márton-plébániatemplom

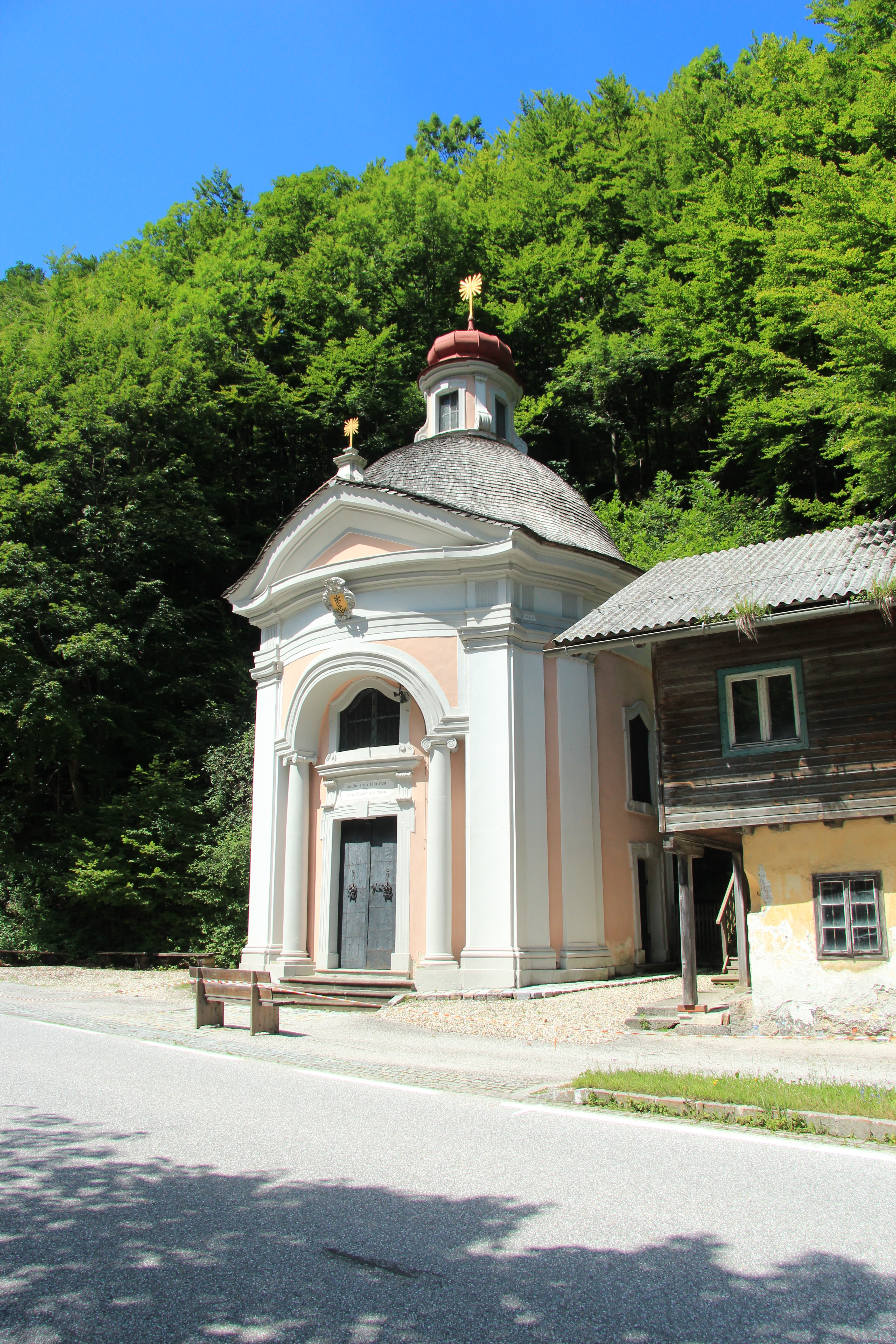
A Siebenbrünni Mária-kápolna

Türnitz a tartomány Mostviertel régiójában fekszik a Türnitzi-Alpokban, a Türnitz és a Traisen folyók találkozásánál. Területének 85%-a erdő. Legmagasabb pontjai a Tirolerkogel (1380 m) és a Türnitzer Höger (1372 m). Az önkormányzat 3 településrészt, illetve falut egyesít: Freiland (88 lakos 2019-ben), Lehenrotte (387) és Türnitz (1438).
A környező önkormányzatok: északkeletre Lilienfeld, keletre Hohenberg, délre Sankt Aegyd am Neuwalde, délnyugatra Annaberg, nyugatra Schwarzenbach an der Pielach, nyugatra Loich, északra Kirchberg an der Pielach.  

## Története
Türnitz neve szláv eredetű, nehezen hozzáférhető, félreeső helyet jelent. Errdeti szláv lakosait a 10-11. században betelepített németek asszimilálták. Első írásos említése 1209-ből származik ("Durntze" formában), amikor VI. Lipót herceg hűbérúri jogait átruházta az általa alapított lilienfeldi apátságra. A falu a Mariazellbe vezető Via Sacra egyik közbenső állomása volt, így a zarándokok ellátásából szép jövedelemre tett szert. 1371-ben már mezővárosként hivatkoznak rá, 1500 körül pedig mintegy 150 gazdaságot számlálnak össze a környékén. 1429-ben a mezővárosban halt meg Vas Ernő herceg felesége, a lengyel Cymburgis. 
A 18. században megindult az iparosodás: rézfeldolgozó és üveggyártó üzem, valamint márvány- és ólombánya létesült. A 19. században a kaszagyártás lendült fel, a század végére naponta 1400 kasza került ki a türnitzi gyárakból. A századfordulón megindult az idegenforgalom fejlődése, fürdőt és vízterápiás szanatóriumot alapítottak, sétányokat létesítettek. Hamarosan népszerűvé vált a sízés, 1912-ben megszervezték az első versenyt. A második világháború után több síliftet állítottak fel.  

## Lakosság
A türnitzi önkormányzat területén 2019 januárjában 1913 fő élt. A lakosságszám a csúcspontját 1910-ben érte el 3172 fővel, azóta folyamatos csökkenés tapasztalható. 2017-ben a helybeliek 95,8%-a volt osztrák állampolgár; a külföldiek közül 0,8% a régi (2004 előtti), 2% az új EU-tagállamokból érkezett. 2001-ben a lakosok 81%-a római katolikusnak, 5,7% evangélikusnak, 2,8% mohamedánnak, 8,9% pedig felekezeten kívülinek vallotta magát. Ugyanekkor 7 magyar élt a mezővárosban. 
A népesség változása:

| 2016 | 1 910 |
| 2018 | 1 912 |

## Látnivalók
- a Szt. Márton-plébániatemplom

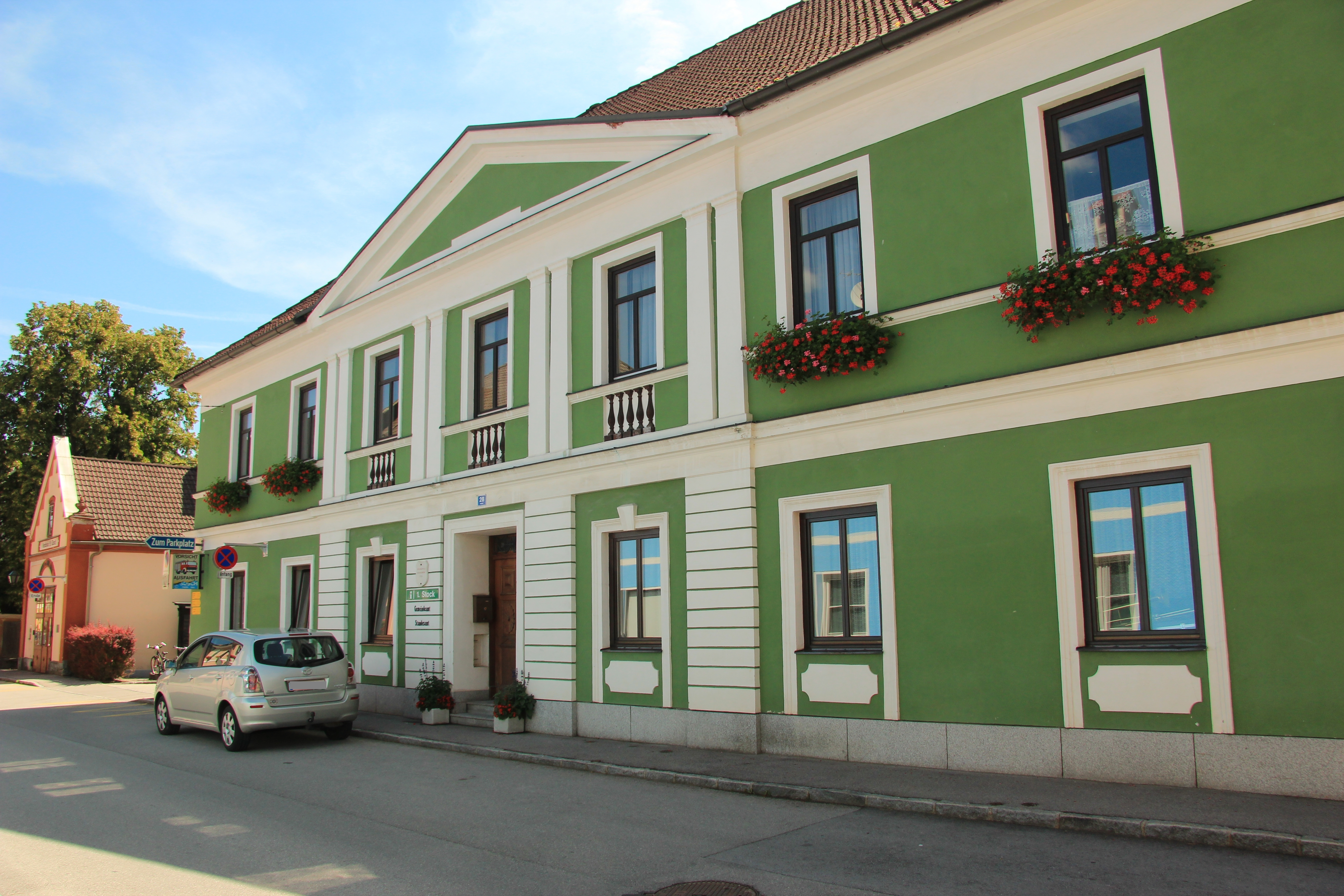
A városháza

- a lehenrottei Szt. Leonhard-plébániatemplom
- a Siebenbrünni Mária-kápolna
- a városháza késő klasszicista épülete (korábban kaszagyár)
- a tűzoltómúzeum
- a Falkenschlucht-szurdok

## Fordítás
- Ez a szócikk részben vagy egészben  a   Türnitz című német Wikipédia-szócikk ezen változatának fordításán alapul.  Az eredeti cikk szerkesztőit annak laptörténete sorolja fel. Ez a jelzés csupán a megfogalmazás eredetét és a szerzői jogokat jelzi, nem szolgál a cikkben szereplő információk forrásmegjelöléseként.